# Rachel Chalkowski
Rachel Chalkowski (còn gọi là Bambi, tiếng Hebrew: רחל שלקובסקי; sinh năm 1939) là một nữ hộ sinh người Do Thái Haredi (quốc tịch Israel) và là thành viên quỹ gemach. Chồng bà là Giáo sĩ Moshe Chalkowski, là hiệu trưởng và là người sáng lập Trường Cao đẳng Nữ sinh Neve Yerushalayim. Bà đã làm nữ hộ sinh trong hơn 43 năm tại Trung tâm Y tế Shaare Zedek ở Jerusalem, và thành lập một quỹ từ thiện để giúp đỡ các gia đình Haredi nghèo khó.

## Tiểu sử
Rachel Chalkowski sinh ra ở Paris, năm 1939. Tên khai sinh của bà là Rachel Bamberger. Bà có một người chị gái và một người em trai; người em sinh ra sau khi người cha bị chính phủ đồng minh của Đức Quốc xã bắt làm tù binh năm 1944. Ông qua đời trong trại tập trung Auschwitz. Với quyết tâm trở thành y tá, bà di cư đến Israel khi mới 15 tuổi để sống cùng với người thân ở Haifa, bà theo học tại trường trung học Bais Yaakov, sau khi tốt nghiệp trung học bà đăng ký làm sinh viên ngành y tại Trung tâm Y tế Shaare Zedek ở Jerusalem. Sau khi hoàn thành khóa đào tạo y tá, bà tiếp tục tham gia một khóa học hộ sinh và bắt tay xây dựng sự nghiệp lâu dài của mình. Trong hơn 43 năm tại Trung tâm Y tế Shaare Zedek, bà đã trở thành nữ hộ sinh trưởng và đỡ đẻ cho hơn 35.000 trẻ sơ sinh. Sau khi nghỉ công việc toàn thời gian tại Shaare Zedek, bà vẫn tiếp tục làm việc ở đó hai đêm mỗi tuần. Bà khẳng định: "Trở thành nữ hộ sinh là nghề đẹp nhất trên thế giới".

## Quỹ Matan B'Seter Bambi
Nhận thấy sự nghèo khó của nhiều bà mẹ mới sinh con ở khu vực Haredi, những người này thường phải chăm lo cho gia đình có nhiều thành viên và rất cần giúp đỡ, Chalkowski đã thành lập quỹ Matan B'Seter Bambi vào năm 1973 Tên của quỹ được đặt theo biệt danh của Chalkowski từ những ngày khi bà còn là sinh viên ngành y: khi đó, có nhiều nữ sinh cùng có tên Rachel, nên phải đặt biệt danh để dễ phân biệt. Quỹ có ngân sách hàng năm khoảng 1 triệu USD, gồm 35 chi nhánh trên khắp Bắc Mỹ và Châu Âu, do các tình nguyện viên ở New York điều phối, và hỗ trợ hơn 400 gia đình khó khăn hàng tháng.

## Phim tài liệu
Chalkowski và nhà giáo dục Haredi Adina Bar-Shalom góp mặt trong bộ phim tài liệu năm 2009 Haredim: The Rabbi's Daughter and the Midwife.

## Đời tư
Chồng bà là Giáo sĩ Moshe Chalkowski, hiệu trưởng, sáng lập trường Cao đẳng Neve Yerushalayim dành cho Phụ nữ. Hai vợ chồng có một con gái nuôi tên là Michal, và hai cháu trai.